# Black Widow (single)
Black Widow is een nummer van de Australische rapper Iggy Azalea en Britse zangeres Rita Ora voor Azalea's debuutalbum The New Classic. Het nummer is geschreven door Azalea, Katy Perry, Sarah Hudson, Benjamin Levin en duo Stargate. Op 8 juli was "Black Widow" voor het eerst te horen op de Amerikaanse radio en de muziekvideo verscheen op 13 augustus 2014. "Black Widow" behaalde de vierde plaats in de Amerikaanse Billboard Hot 100 en werd Azalea's derde top tien hit in de hitlijsten.

## Tracklijst
| Nr. | Titel                      | Duur  |
| --- | -------------------------- | ----- |
| 1.  | Black Widow (met Rita Ora) | 03:23 |

## Hitnoteringen

### Nederlandse Top 40
| Hitnotering: 20-09-2014 t/m 20-12-2014 | Hitnotering: 20-09-2014 t/m 20-12-2014 | Hitnotering: 20-09-2014 t/m 20-12-2014 | Hitnotering: 20-09-2014 t/m 20-12-2014 | Hitnotering: 20-09-2014 t/m 20-12-2014 | Hitnotering: 20-09-2014 t/m 20-12-2014 | Hitnotering: 20-09-2014 t/m 20-12-2014 | Hitnotering: 20-09-2014 t/m 20-12-2014 | Hitnotering: 20-09-2014 t/m 20-12-2014 | Hitnotering: 20-09-2014 t/m 20-12-2014 | Hitnotering: 20-09-2014 t/m 20-12-2014 | Hitnotering: 20-09-2014 t/m 20-12-2014 | Hitnotering: 20-09-2014 t/m 20-12-2014 | Hitnotering: 20-09-2014 t/m 20-12-2014 | Hitnotering: 20-09-2014 t/m 20-12-2014 | Hitnotering: 20-09-2014 t/m 20-12-2014 |
| Week:                                  | 1                                      | 2                                      | 3                                      | 4                                      | 5                                      | 6                                      | 7                                      | 8                                      | 9                                      | 10                                     | 11                                     | 12                                     | 13                                     | 14                                     |                                        |
| -------------------------------------- | -------------------------------------- | -------------------------------------- | -------------------------------------- | -------------------------------------- | -------------------------------------- | -------------------------------------- | -------------------------------------- | -------------------------------------- | -------------------------------------- | -------------------------------------- | -------------------------------------- | -------------------------------------- | -------------------------------------- | -------------------------------------- | -------------------------------------- |
| Positie:                               | 36                                     | 26                                     | 14                                     | 14                                     | 13                                     | 14                                     | 15                                     | 19                                     | 19                                     | 19                                     | 20                                     | 26                                     | 33                                     | 40                                     | uit                                    |

### NederlandseSingle Top 100
| Hitnotering: 30-08-2014 t/m 07-03-2015 | Hitnotering: 30-08-2014 t/m 07-03-2015 | Hitnotering: 30-08-2014 t/m 07-03-2015 | Hitnotering: 30-08-2014 t/m 07-03-2015 | Hitnotering: 30-08-2014 t/m 07-03-2015 | Hitnotering: 30-08-2014 t/m 07-03-2015 | Hitnotering: 30-08-2014 t/m 07-03-2015 | Hitnotering: 30-08-2014 t/m 07-03-2015 | Hitnotering: 30-08-2014 t/m 07-03-2015 | Hitnotering: 30-08-2014 t/m 07-03-2015 | Hitnotering: 30-08-2014 t/m 07-03-2015 | Hitnotering: 30-08-2014 t/m 07-03-2015 | Hitnotering: 30-08-2014 t/m 07-03-2015 | Hitnotering: 30-08-2014 t/m 07-03-2015 | Hitnotering: 30-08-2014 t/m 07-03-2015 | Hitnotering: 30-08-2014 t/m 07-03-2015 |
| Week:                                  | 1                                      | 2                                      | 3                                      | 4                                      | 5                                      | 6                                      | 7                                      | 8                                      | 9                                      | 10                                     | 11                                     | 12                                     | 13                                     | 14                                     | 15                                     |
| -------------------------------------- | -------------------------------------- | -------------------------------------- | -------------------------------------- | -------------------------------------- | -------------------------------------- | -------------------------------------- | -------------------------------------- | -------------------------------------- | -------------------------------------- | -------------------------------------- | -------------------------------------- | -------------------------------------- | -------------------------------------- | -------------------------------------- | -------------------------------------- |
| Positie:                               | 87                                     | 60                                     | 53                                     | 34                                     | 18                                     | 13                                     | 16                                     | 16                                     | 14                                     | 17                                     | 16                                     | 15                                     | 18                                     | 24                                     | 25                                     |
| Week:                                  | 16                                     | 17                                     | 18                                     | 19                                     | 20                                     | 21                                     | 22                                     | 23                                     | 24                                     | 25                                     | 26                                     | 27                                     | 28                                     |                                        |                                        |
| Positie:                               | 28                                     | 38                                     | 42                                     | 39                                     | 40                                     | 46                                     | 51                                     | 54                                     | 57                                     | 69                                     | 82                                     | 79                                     | 91                                     | uit                                    |                                        |

### 3FM Mega Top 50
| Positie: | 45 | 21 | 15 | 14 | 15 | 15 | 20 | 21 | 22 | 31 | 33 | 39 | 40 | 41 | 49 | 49 | uit |

## Releasedata
| Land                | Releasedatum      | Formaat        | Label      |
| ------------------- | ----------------- | -------------- | ---------- |
| Verenigd Koninkrijk | 14 augustus 2014  | Radio          | Virgin EMI |
| Verenigd Koninkrijk | 14 september 2014 | Muziekdownload | Virgin EMI |